# Tory Belleci
Tory Belleci, född 30 oktober 1970 i Kalifornien USA, var en av medlemmarna i amerikanska TV-serien Mythbusters och White Rabbit Project. Var med i bygglaget som hjälper Adam Savage och Jamie Hyneman med att bygga saker och testa myter. Under sin ungdom byggde Belleci hemgjorda Molotovcocktails och eldkastare. Efter studier vid San Francisco State University's filmskola jobbade Belleci vid Industrial Light and Magic, som Hyneman arbetat med. 2003 började han vid Mythbusters och ses som något av en våghals av medarbetarna.
Har varit modellbyggare i ett flertal filmer, bland annat The Matrix Reloaded, Star Wars: Episod II - Klonerna anfaller, Star Wars: Episod I - Det mörka hotet.